# Відносини між Еритреєю та Німеччиною
Відносини між Еритреєю та Німеччиною існують з моменту здобуття Еритреєю незалежності від Ефіопії в 1993 році, але вони напружені через погану ситуацію з правами людини в Еритреї. Серед афронімців еритрейці зараз є однією з найбільших груп.

## Історія
Деякі німецькомовні дослідники, такі як Фрідріх Герштеккер і Вернер Мюнцінгер, подорожували Еритреєю в 19 столітті. У 1871 році сходознавець Франц Преторій опублікував трактат про мову тигринья. Легація Троянд, яка уклала договір про торгівлю та дружбу з Ефіопською імперією від імені кайзера Вільгельма II, досягла Еритреї в травні 1905 року. Під час Другої світової війни Німецька моторизована рота була розгорнута в Еритреї як добровольчий підрозділ у Східноафриканській кампанії в італійському Східному Африка. Однак 2 квітня 1941 року британські війська захопили Еритрею після того, як італійці зазнали поразки при Асмарі 1 квітня. Після Другої світової війни Еритрея знову увійшла до складу Абіссінії, а пізніше до складу держави-наступниці Ефіопії. В результаті почалася затяжна війна за незалежність. У 1976 році в Німеччині німцями та еритрейцями було засновано Eritrea-Hilfswerk. У 1993 році тривала війна закінчилася здобуттям Еритреєю незалежності від Ефіопії.
Німеччина визнала незалежність країни і встановила дипломатичні відносини з Еритреєю. Посольство Німеччини в Асмарі було засновано в 1995 році. Через чотири роки в районі Панков було відкрито посольство Еритреї в Берліні. Однак двосторонні відносини були затьмарені дуже авторитарним стилем правління в Еритреї за багаторічного диктатора Ісаяса Афеверкі. Рятуючись від репресій у країні та свавільного і безстрокового призову до збройних сил Еритреї, сотні тисяч еритрейців втекли за кордон. Лише у 2014 році понад 13 000 еритрейців подали заяви про надання притулку в Німеччині. У 2015 році німецькі ЗМІ повідомили, що протягом багатьох років еритрейський режим збирає так званий «податок на реконструкцію» у розмірі двох відсотків чистого доходу еритрейців за кордоном через їхні закордонні представництва, які є важливими для режиму. Ті, хто не сплачує податок, більше не отримують послуг від еритрейської держави і, таким чином, більше не можуть в'їхати в країну, щоб відвідати родичів, наприклад.
У жовтні 2022 року Федеральний адміністративний суд постановив, що подання заяви на отримання паспортів у посольстві Еритреї є «необґрунтованим» для громадян Німеччини. Для отримання паспорта фізичні особи повинні будуть подати «заяву про каяття» з самозвинуваченням у скоєнні злочину.

## Економічні відносини
Економічні відносини між двома країнами майже не розвинені. Обсяг двосторонньої торгівлі у 2021 році становив лише 4,3 мільйона євро, що ставить Еритрею на одне з найнижчих місць у рейтингу зовнішньоторговельних партнерів Німеччини.

## Співробітництво в галузі розвитку
Через погану репутацію Еритреї в галузі прав людини та міжнародну ізоляцію на державному рівні відсутня двостороння співпраця з питань розвитку. Однак у країні активно діють приватні німецькі асоціації та фонди.

## Культурні зв'язки
Еритрейсько-німецький центр менеджменту та культури, Асмара
В Асмарі є еритрейсько-німецький центр менеджменту та культури з німецькою бібліотекою. Лейпцизький філармонічний оркестр виступав в Еритреї у 2015 та 2016 роках. У 2017 році у Франкфурті-на-Майні було засновано Німецько-еритрейське товариство, яке сприяє культурному обміну між двома країнами.

## Міграція
Дивіться також: Еритрейці в Німеччині
У 2021 році в Німеччині проживало трохи менше 80 000 еритрейців, а в самій Еритреї їх проживало від п'яти до шести мільйонів. Таким чином, еритрейці є однією з найбільших груп населення Німеччини африканського походження. Більшість еритрейців прибули до країни як біженці після 1960 року, а в період з 2015 по 2021 рік громадяни Еритреї були одними з найпоширеніших країн походження шукачів притулку в Німеччині щороку, у деяких випадках із понад 10 000 заяв про надання притулку на рік. Особливим центром еритрейського населення в Німеччині є земля Гессен, особливо міста Франкфурт-на-Майні та Гіссен. У деяких випадках всередині діаспори виникають конфлікти з приводу політичної ситуації в рідній країні.
Серед відомих німецько-еритрейців — бігунка на довгі дистанції Елені Гебрехівот, актори Тедрос Теклебрхан, політик Авет Тесфаєсус, музиканти Афроб, Нура та футболіст Джоел Герезгіхер.

## Дипломатичні місії
- Посольство Еритреї, Берлін
- Еритрея має посольство в Берліні та генеральне консульство у Франкфурті-на-Майні.
- Німеччина має посольство в Асмарі.